# Коржовецька сільська рада
Коржове́цька сільська́ ра́да — адміністративно-територіальна одиниця та орган місцевого самоврядування в Деражнянському районі Хмельницької області. Адміністративний центр — село Коржівці.

## Загальні відомості
Коржовецька сільська рада утворена в квітні 1944 року.
- Територія ради: 39,181 км²
- Населення ради: 570 осіб (станом на 2001 рік)

## Населені пункти
Сільській раді були підпорядковані населені пункти:
- с. Коржівці

## Склад ради
Рада складалася з 12 депутатів та голови.
- Голова ради: Дідух Валентина Василівна
- Секретар ради: Перейма Неоніла Володимирівна

### Керівний склад попередніх скликань
| Прізвище, ім'я, по батькові | Основні відомості                                                                       | Дата обрання | Дата звільнення |
| --------------------------- | --------------------------------------------------------------------------------------- | ------------ | --------------- |
| Дідух Валентина Василівна   | Сільський голова, 1967 року народження, освіта середня спеціальна, член Народної партії | 26.03.2006   | 31.10.2010      |
| Дідух Валентина Василівна   | Сільський голова, 1967 року народження, освіта середня спеціальна, член Партії регіонів | 31.10.2010   |                 |

Примітка: таблиця складена за даними сайту Верховної Ради України

### Депутати
За результатами місцевих виборів 2010 року депутатами ради стали:

#### За суб'єктами висування
| Суб'єкт висування | Кількість обраних депутатів | %    |
| ----------------- | --------------------------- | ---- |
| Народна партія    | 5                           | 41,7 |
| Партія регіонів   | 5                           | 41,7 |
| Самовисування     | 2                           | 16,7 |

#### За округами
| № округу        | Прізвище, ім'я, по батькові    | Дата визнання обраним | Освіта  | Партійна приналежність | Відомості про обраного депутата                                                   |
| --------------- | ------------------------------ | --------------------- | ------- | ---------------------- | --------------------------------------------------------------------------------- |
| Народна Партія  |                                |                       |         |                        |                                                                                   |
| 2               | Балаболіна Олена Сергіївна     | 05.11.2010            | середня | член Народної партії   | тимчасово не працює                                                               |
| 6               | Брохун Наталія Петрівна        | 05.11.2010            | середня | член Народної партії   | ТОВ «Укрзернопром», бухгалтер                                                     |
| 7               | Прокопишена Наталія Григорівна | 05.11.2010            | середня | член Народної партії   | тимчасово не працює                                                               |
| 8               | Бондар Микола Григорович       | 05.11.2010            | середня | член Народної партії   | пенсіонер                                                                         |
| 10              | Слотюк Руслана Григорівна      | 05.11.2010            | середня | член Народної партії   | Деражнянський територіальний центр обслуговування населення, соціальний працівник |
| Партія регіонів |                                |                       |         |                        |                                                                                   |
| 1               | Підлісна Надія Василівна       | 05.11.2010            | середня | член Партії регіонів   | тимчасово не працює                                                               |
| 3               | Кондренко Олександр Іванович   | 05.11.2010            | середня | член Партії регіонів   | Хмельницька фірма «Кречет-1», охоронець                                           |
| 5               | Перейма Неоніла Володимирівна  | 05.11.2010            | середня | член Партії регіонів   | Коржовецька сільська рада, секретар                                               |
| 9               | Войтова Таміла Іванівна        | 05.11.2010            | вища    | член Партії регіонів   | Коржовецька загальноосвітня школа І-ІІ ст., вчитель                               |
| 12              | Терещук Руслан Володимирович   | 05.11.2010            | середня | член Партії регіонів   | тимчасово не працює                                                               |
| Самовисування   |                                |                       |         |                        |                                                                                   |
| 4               | Матесевич Василь Васильович    | 05.11.2010            | середня | позапартійний          | пенсіонер                                                                         |
| 11              | Думанська Анастасія Антонівна  | 05.11.2010            | середня | позапартійна           | пенсіонер                                                                         |